# Nyda
La Nyda (in russo Ныда?) è un fiume della Russia siberiana occidentale tributario del mare di Kara. Scorre nel Nadymskij rajon del Circondario autonomo Jamalo-Nenec.
Il fiume ha origine nella parte settentrionale del bassopiano della Siberia occidentale dalla confluenza dei fiumi Levaja Nyda e Pravaja Nyda 40 km a nord-est del villaggio di Pangody e 65 km a ovest della città di Novyj Urengoj. Il canale è tortuoso nella parte superiore. La direzione generale della corrente è nord-ovest. Nel suo tratto inferiore attraversa il Circolo polare artico. Alla foce del fiume nel golfo dell'Ob' si trovano i villaggio di Nyda e di Numgi. La lunghezza del fiume è di 190 km; il bacino è di 7110 km².